# Tikri
Tikri is een nagar panchayat (plaats) in het district Bagpat van de Indiase staat Uttar Pradesh. 

## Demografie
Volgens de Indiase volkstelling van 2001 wonen er 13.429 mensen in Tikri, waarvan 54% mannelijk en 46% vrouwelijk is. De plaats heeft een alfabetiseringsgraad van 52%.